# Eulerdiagram

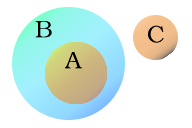
Satsen "A är en delmängd till B; C har inga element gemensamma med B" uttryckt i ett eulerdiagram.

Eulerdiagram är illustrationer som används i mängdlära för att visa på det matematiska eller logiska sambandet mellan klasser eller mängder. Vanligen, men inte nödvändigtvis, består ett eulerdiagram av ett antal överlappande cirklar.
Eurlerdiagram har fått sitt namn efter den schweiziske matematikern Leonhard Euler.
Venndiagram är en delmängd av Eulerdiagram. I venndiagram måste samtliga kombinationer vara representerade så att även de som representerar nollmängden har en area i grafen. Eulerdiagram kallas ofta slarvigt för Venndiagram.

## Exempel
Givet tre mängder:
{\displaystyle A=\{1,\,2,\,5\}}
{\displaystyle B=\{1,\,6\}}
{\displaystyle C=\{4,\,7\}}
Exempel på ett eulerdiagram respektive venndiagram för dessa mängder:

Eulerdiagram
Venndiagram (alla kombinationer representerade)